# Olga Brückner
Olga Elsa Brückner (* 25. Dezember 1899 in Sonneberg; † 22. April 1980 ebenda) war eine deutsche Politikerin (SPD, SED).

## Leben

### Ausbildung und Beruf
Olga Brückner besuchte die Volksschule in Sonneberg von 1906 bis 1914. Danach arbeitete sie bis 1919 als Näherin in der Sonneberger Spielwarenindustrie, u. a. bei Fa. Carl Heumann, in der Kriegsnähstube und bei Fa. Bierschenk.
Zwischen 1919 und 1923 und wieder ab 1925 arbeitete sie in den Siemens-Schuckert-Werken in Sonneberg zunächst als Montiererin, später als Silberlagerverwalterin und als technische Angestellte. Zeitweise war sie Betriebsratsvorsitzende. Von 1923 bis 1925 war sie Bürogehilfen beim Fabrikarbeiterverband in Sonneberg.
Nach dem Zweiten Weltkrieg wurde sie 1946 Kreisfrauenreferentin beim Kreisamt in Sonneberg, ehe sie 1949 bis Ende 1950 die Stelle der Personalleiterin übernahm.
Brückner engagierte sich auch in Gewerkschaften. So war sie 1918 bis 1927 Mitglied des Fabrikarbeiterverbandes, 1927 bis 1933 Mitglied im Zentralverband der Angestellten und 1933 bis 1945 Mitglied der DAF. 1945 wurde sie Mitglied im FDGB, 1946 in der KG, 1947 im DFD und in der Gesellschaft für Deutsch-Sowjetische Freundschaft, in der sie 1950 bis 1952 Kreisvorsitzende war. 1951 wurde sie Mitglied im Kulturbund der DDR und 1962 ehrenamtliche Vorsitzende des Friedensrates im Kreis Sonneberg.

### Politik
Schon im Jugendalter wurde Brückner 1914 Mitglied in der SAJ, ehe sie 1918 in die SPD eintrat. Bis 1933 übte sie verschiedene Vorstandsämter in der SPD Sonneberg aus. 1946 wurde Brückner Mitglied der SED, in der sie bis 1969 Sekretariats- bzw. Kreisleitungsmitglied
in Sonneberg war.
Von Dezember 1950 bis Dezember 1951 war Olga Brückner Bürgermeisterin der Stadt Sonneberg, dann bis August 1952 Landrätin des Landkreises Sonneberg und schließlich bis April 1960 Vorsitzende des Rates des Kreises Sonneberg, der nach der Kreisreform in der DDR 1952 einen verkleinerten Landkreis Sonneberg darstellte.
Brückner war von 1946 bis 1960 Mitglied des Kreistages Sonneberg und von 1946 bis 1950 Mitglied im Thüringer Landtag in der ersten Wahlperiode.

### Sonstiges
Olga Brückner erhielt eine Reihe von Auszeichnungen: 1944 eine Kriegsverdienstmedaille, 1959 den Vaterländischen Verdienstorden in Bronze, 1975 in Silber und 1959 die Verdienstmedaille der DDR.
Brückner sollte 1963 für das Ministerium für Staatssicherheit Inhaberin einer Konspirativen Wohnung werden, nach über einem Jahr ohne Ergebnis (es war keine Einigung mit Brückner möglich) wurde dieser Plan jedoch fallen gelassen.